# Maria Bueno

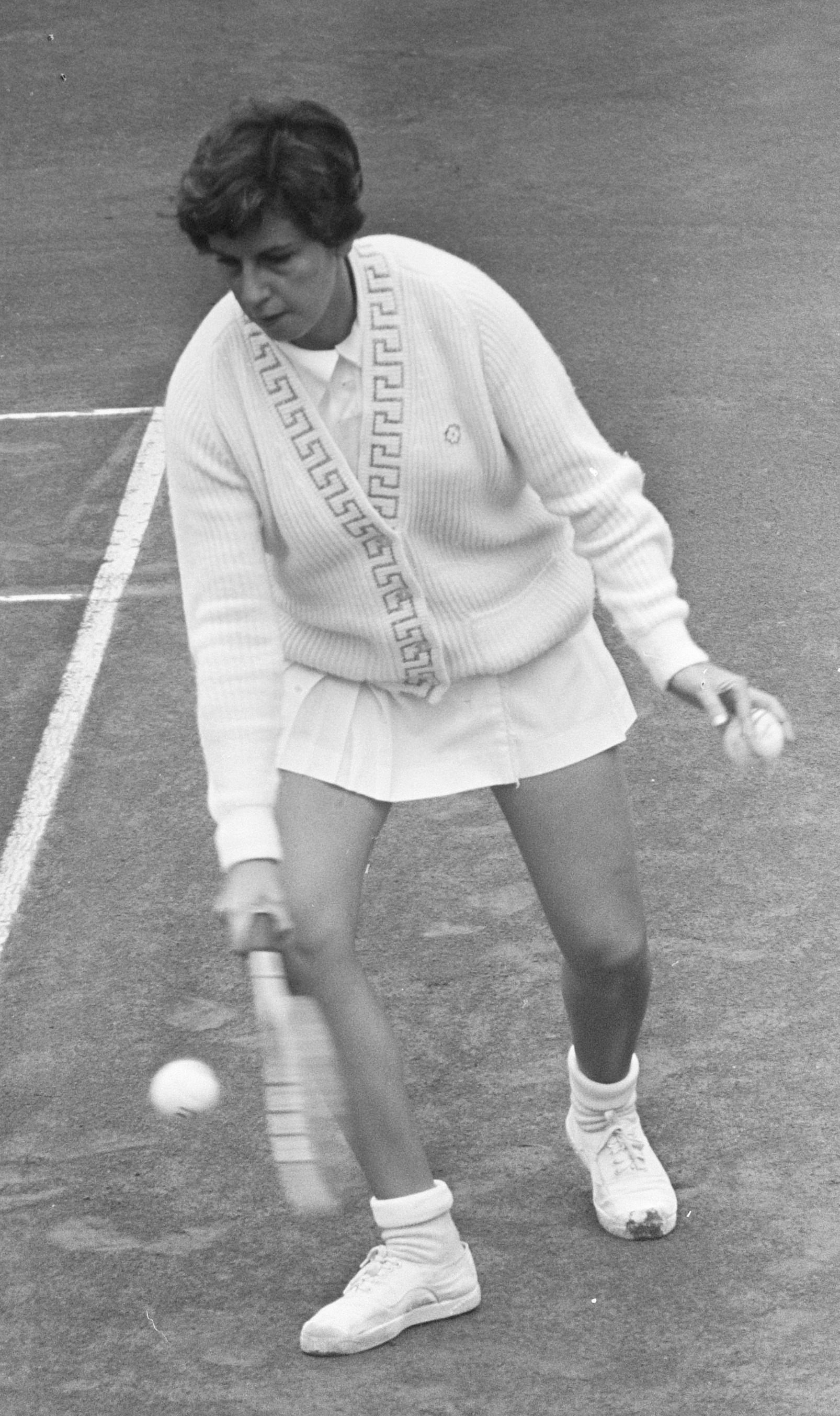
Hilversum 1964

Maria Esther Bueno (São Paulo, 11 oktober 1939 – aldaar, 8 juni 2018) was een Braziliaanse tennisspeelster, die in totaal 19 grandslamtitels won in haar carrière, waaronder acht op Wimbledon (driemaal enkelspel en vijfmaal dubbelspel) en acht op het Amerikaanse kampioenschap (viermaal enkelspel en viermaal dubbelspel).
Zij begon op vroege leeftijd met tennis en werd als 14-jarige reeds Braziliaans kampioene in het enkelspel. In 1958 won ze haar eerste internationaal toernooi, het Italiaanse kampioenschap, en tevens haar eerste grandslamtitel, het vrouwendubbelspel in Wimbledon, samen met Althea Gibson.
Het volgende jaar, 1959, won ze voor de eerste maal het enkelspel in Wimbledon en op het Amerikaanse kampioenschap. Daarmee werd ze het nummer 1 van het damestennis in 1959; het Amerikaanse persbureau Associated Press riep haar uit tot atlete van het jaar voor 1959. Ook in 1960, 1964 en 1966 werd zij als nummer 1 gerangschikt.
In het damesdubbelspel was Maria Bueno de eerste speelster die alle vier grandslamtoernooien won in hetzelfde jaar: in 1960 won ze het Australisch kampioenschap met Christine Truman en het Frans kampioenschap, Wimbledon en het Amerikaans kampioenschap samen met Darlene Hard.
Geplaagd door blessures moest ze in 1969 noodgedwongen stoppen met tennis; maar een aantal jaren later maakte ze haar comeback, nu als profspeelster. In 1974 won ze het Japanse Open kampioenschap; haar enige overwinning als prof. In 1980 speelde ze haar laatste open toernooi, het gemengd dubbel op Wimbledon met Víctor Pecci.
In 1978 werd Bueno opgenomen in de internationale Tennis Hall of Fame. In 1993 ontving zij de Sarah Palfrey Danzig Award.

## Grandslamfinale-resultaten

### Enkelspel

#### Winnares (7)
| jaar | toernooi           | tegenstandster           | score         |
| ---- | ------------------ | ------------------------ | ------------- |
| 1959 | Wimbledon          | Darlene Hard             | 6-4, 6-3      |
| 1959 | U.S. Championships | Christine Truman         | 6-1, 6-4      |
| 1960 | Wimbledon          | Sandra Reynolds          | 8-6, 6-0      |
| 1963 | U.S. Championships | Margaret Smith-Court     | 7-5, 6-4      |
| 1964 | Wimbledon          | Margaret Smith-Court     | 6-4, 7-9, 6-3 |
| 1964 | U.S. Championships | Carole Caldwell-Graebner | 6-1, 6-0      |
| 1966 | U.S. Championships | Nancy Richey-Gunter      | 6-3, 6-1      |

#### Finaliste (5)
| jaar | toernooi                      | tegenstandster       | score               |
| ---- | ----------------------------- | -------------------- | ------------------- |
| 1960 | U.S. Championships            | Darlene Hard         | 6-4, 10-12, 6-4     |
| 1964 | Roland Garros                 | Margaret Smith-Court | 5-7, 6-1, 6-2       |
| 1965 | Australische kampioenschappen | Margaret Smith-Court | 5-7, 6-4, 5-2, opg. |
| 1965 | Wimbledon                     | Margaret Smith-Court | 6-4, 7-5            |
| 1966 | Wimbledon                     | Billie Jean King     | 6-3, 3-6, 6-1       |

### Vrouwendubbelspel

#### Winnares (11)
| jaar | toernooi                      | partner              | tegenstandsters                                | score         |
| ---- | ----------------------------- | -------------------- | ---------------------------------------------- | ------------- |
| 1958 | Wimbledon                     | Althea Gibson        | Margaret Osborne-duPont Margaret Varner        | 6-3, 7-5      |
| 1960 | Australische kampioenschappen | Christine Truman     | Lorraine Coghlan-Robinson Margaret Smith-Court | 6-2, 5-7, 6-2 |
| 1960 | Roland Garros                 | Darlene Hard         | Ann Haydon Pat Ward-Hales                      | 6-2, 7-5      |
| 1960 | Wimbledon                     | Darlene Hard         | Sandra Reynolds Renée Schuurman-Haygarth       | 6-4, 6-0      |
| 1960 | U.S. Championships            | Darlene Hard         | Ann Haydon Deidre Catt                         | 6-1, 6-1      |
| 1962 | U.S. Championships            | Darlene Hard         | Billie Jean King Karen Hantze-Susman           | 4-6, 6-3, 6-2 |
| 1963 | Wimbledon                     | Darlene Hard         | Margaret Smith-Court Robyn Ebbern              | 8-6, 9-7      |
| 1965 | Wimbledon                     | Billie Jean King     | Françoise Dürr Jeanine Lieffrig                | 6-2, 7-5      |
| 1966 | Wimbledon                     | Nancy Richey-Gunter  | Margaret Smith-Court Judy Tegart-Dalton        | 6-3, 4-6, 6-4 |
| 1966 | U.S. Championships            | Nancy Richey-Gunter  | Billie Jean King Rosemary Casals               | 6-3, 6-4      |
| 1968 | U.S. Open                     | Margaret Smith-Court | Billie Jean King Rosemary Casals               | 4-6, 9-7, 8-6 |

#### Finaliste (5)
| jaar | toernooi           | partner             | tegenstandsters                          | score          |
| ---- | ------------------ | ------------------- | ---------------------------------------- | -------------- |
| 1958 | U.S. Championships | Althea Gibson       | Jeanne Arth Darlene Hard                 | 2-6, 6-3, 6-4  |
| 1959 | U.S. Championships | Sally Moore         | Jeanne Arth Darlene Hard                 | 6-2, 6-3       |
| 1961 | Roland Garros      | Darlene Hard        | Sandra Reynolds Renée Schuurman-Haygarth | walk-over      |
| 1963 | U.S. Championships | Darlene Hard        | Margaret Smith-Court Robyn Ebbern        | 4-6, 10-8, 6-3 |
| 1967 | Wimbledon          | Nancy Richey-Gunter | Rosemary Casals Billie Jean King         | 9-11, 6-4, 6-2 |

### Gemengd dubbelspel

#### Winnares (1)
| jaar | toernooi      | partner     | tegenstanders          | score         |
| ---- | ------------- | ----------- | ---------------------- | ------------- |
| 1960 | Roland Garros | Robert Howe | Ann Haydon Roy Emerson | 1-6, 6-1, 6-2 |

#### Finaliste (6)
| jaar | toernooi           | partner         | tegenstanders                        | score           |
| ---- | ------------------ | --------------- | ------------------------------------ | --------------- |
| 1958 | U.S. Championships | Alex Olmedo     | Margaret Osborne-duPont Neale Fraser | 6-3, 3-6, 9-7   |
| 1959 | Wimbledon          | Neale Fraser    | Darlene Hard Rod Laver               | 6-4, 6-3        |
| 1960 | Wimbledon          | Robert Howe     | Darlene Hard Rod Laver               | 13-11, 3-6, 8-6 |
| 1960 | U.S. Championships | Antonio Palafox | Margaret Osborne-duPont Neale Fraser | 6-3, 6-2        |
| 1965 | Roland Garros      | John Newcombe   | Margaret Smith-Court Ken Fletcher    | 6-4, 6-4        |
| 1967 | Wimbledon          | Ken Fletcher    | Billie Jean King Owen Davidson       | 3-6, 6-2, 15-13 |

## Resultaten grandslamtoernooien
| Legenda | Legenda                          |
| ------- | -------------------------------- |
| g.t.    | geen toernooi gehouden           |
| l.c.    | lagere categorie                 |
| –       | niet deelgenomen                 |
| G       | uitgeschakeld in de groepsfase   |
| 1R      | uitgeschakeld in de eerste ronde |
| 2R      | uitgeschakeld in de tweede ronde |
| 3R      | uitgeschakeld in de derde ronde  |
| 4R      | uitgeschakeld in de vierde ronde |
| KF      | uitgeschakeld in de kwartfinale  |
| HF      | uitgeschakeld in de halve finale |
| F       | de finale verloren               |
| W       | het toernooi gewonnen            |
| w-v     | winst/verlies-balans             |

### Enkelspel
| Toernooi        | 1958 | 1959 | 1960 | 1961 | 1962 | 1963 | 1964 | 1965 | 1966 | 1967 | 1968 |    | 1976 | 1977 | 1977 |
| --------------- | ---- | ---- | ---- | ---- | ---- | ---- | ---- | ---- | ---- | ---- | ---- | -- | ---- | ---- | ---- |
| Australian Open | –    | –    | KF   | –    | –    | –    | –    | F    | –    | –    | –    | –  | –    | –    |      |
| Roland Garros   | HF   | KF   | HF   | KF   | –    | –    | F    | HF   | HF   | KF   | KF   | 1R | –    | –    |      |
| Wimbledon       | KF   | W    | W    | HF   | –    | KF   | W    | F    | F    | 4R   | KF   | 4R | 3R   | 3R   |      |
| US Open         | KF   | W    | F    | –    | HF   | W    | W    | HF   | W    | 2R   | HF   | 3R | 2R   | 2R   |      |

### Vrouwendubbelspel
| Toernooi        | 1958 | 1959 | 1960 | 1961 | 1962 | 1963 | 1964 | 1965 | 1966 | 1967 | 1968 | 1974 | 1975 |    | 1980 |
| --------------- | ---- | ---- | ---- | ---- | ---- | ---- | ---- | ---- | ---- | ---- | ---- | ---- | ---- | -- | ---- |
| Australian Open | –    | –    | W    | –    | –    | –    | –    | HF   | –    | –    | –    | –    | –    | –  |      |
| Roland Garros   | –    | KF   | W    | F    | –    | –    | HF   | –    | –    | –    | HF   | –    | –    | 2R |      |
| Wimbledon       | W    | –    | W    | –    | –    | W    | –    | W    | W    | F    | 3R   | –    | –    | –  |      |
| US Open         | F    | F    | W    | –    | W    | F    | –    | –    | W    | –    | W    | 2R   | 2R   | –  |      |